# ESMTP
ESMTP jest rozszerzeniem protokołu SMTP powstałym na skutek wielu jego ograniczeń. Rozszerzenia te to głównie: nowa komenda SMTP: EHLO oraz nowe parametry poleceń MAIL FROM i RCPT TO.

## Dokumenty RFC
- J. Klensin i inni, SMTP Service Extensions, STD 10, RFC 1869, IETF, listopad 1995, DOI: 10.17487/RFC1869, ISSN 2070-1721, OCLC 943595667 (ang.).
- J. Klensin, Simple Mail Transfer Protocol, RFC 2821, IETF, kwiecień 2001, DOI: 10.17487/RFC2821, ISSN 2070-1721, OCLC 943595667 (ang.).